# Обиньи-о-Кен
Обиньи́-о-Кен (фр. Aubigny-aux-Kaisnes) — коммуна во Франции, находится в регионе Пикардия. Департамент коммуны — Эна. Входит в состав кантона Рибмон. Округ коммуны — Сен-Кантен.
Код INSEE коммуны — 02032.

## Население
Население коммуны на 2010 год составляло 242 человека.
| 1962 | 1968 | 1975 | 1982 | 1990 | 1999 | 2010 |
| ---- | ---- | ---- | ---- | ---- | ---- | ---- |
| 336  | 291  | 262  | 279  | 263  | 271  | 242  |

## Экономика
В 2010 году среди 155 человек трудоспособного возраста (15—64 лет) 116 были экономически активными, 39 — неактивными (показатель активности — 74,8 %, в 1999 году было 68,5 %). Из 116 активных жителей работали 90 человек (49 мужчин и 41 женщина), безработных было 26 (15 мужчин и 11 женщин). Среди 39 неактивных 8 человек были учениками или студентами, 10 — пенсионерами, 21 были неактивными по другим причинам.